# 秃积雨云
秃积雨云（学名：Cumulonimbus calvus，缩写： Cb cal )，是积雨云的一种。秃积雨云的上部云体较为模糊、平滑，颜色发白，轮廓不清晰，没有纤维状或条纹状的结构。秃积雨云可以带来降水，其可能会以暴雨的形式与地面相连。